# 2Pac Live
2Pac Live – перший концертний альбом американського репера Тупака Шакура. Був виданий 6 серпня 2004 року на Koch Records. Багато пісень на платівці були виконані разом з гуртом Outlawz.

## Список треків
1. «Live Medley»
2. «Intro»
3. «Ambitionz Az a Ridah»
4. «So Many Tears»
5. «Troublesome»
6. «Hit ’em Up»
7. «Tattoo Tears»
8. «Heartz of Men»
9. «All bout U»
10. «Never Call U Bitch Again»
11. «How Do U Want It»
12. «2 of Amerikaz Most Wanted»
13. «California Love»